# Bezirk Babīte
Der Bezirk Babīte (Babītes novads) war ein Bezirk im Zentrum Lettlands, der von 2009 bis 2021 existierte. Der Bezirk lag in der historischen Landschaft Zemgale beim gleichnamigen Babīte-See. Bei der Verwaltungsreform 2021 wurde der Bezirk aufgelöst, seine Gemeinden gehören seitdem zum neuen Bezirk Mārupe.

## Geographie
Das Gebiet liegt westlich der Stadtgrenze zu Riga. Das sumpfreiche Waldgebiet dient unter anderem als Naherholungsgebiet für die Großstädter und steht teilweise unter Naturschutz. Im Westen des Gebiets verläuft die Lielupe.

## Bevölkerung
Der Bezirk bestand aus den beiden Gemeinden (pagasts) Sala und Babīte. Das Verwaltungszentrum war in Piņķi. 11.131 Einwohner lebten 2020 im Bezirk Babīte.

## Nachweise
1. ↑  Vides aizsardzības un reģionālās attīstības ministrija (Ministerium für Naturschutz und Regionalentwicklung), Karten und Auflistung der Verwaltungseinheiten, abgerufen am 30. Juli 2021
2. ↑  Bevölkerung der Regionen, Städte und Bezirke Centrālā statistikas pārvalde (Statistisches Amt der Republik Lettland), abgerufen am 8. April 2021.